# Паракомпактний простір
Топологічний простір {\displaystyle (X,\;{\mathcal {T}})} називається паракомпактним, якщо для будь-якого відкритого покриття {\displaystyle \{O_{\alpha }\}} для {\displaystyle X} існує локально-скінченне подрібнення {\displaystyle \{V_{\beta }\}}.

## Властивості
Наслідки паракомпактності для многовиду М
- на М можна ввести Ріманову метрику
- М задовільняє другу аксіому зліченності
  - виконання хоча б однієї з двох попередніх умов є достатньою умовою паракомпактності многовиду.
- одним із найважливіших наслідків є існування розбиття одиниці для многовиду для конкретного розбиття